# Vela Nuoto Ancona
La Vela Nuoto Ancona è una società di pallanuoto femminile di Ancona.

## Storia
La Vela Nuoto Ancona è una delle società sportive più antiche e prestigiose della città, fondata il 1º aprile 1902. È affiliata alla Federazione Italiana Nuoto dal 1961 e ha ottenuto il Collare d'Oro del CONI nel 2016, oltre alle Stelle di bronzo (1977), argento (1996) e oro (2001). 
La squadra femminile di pallanuoto ha raggiunto importanti traguardi nel corso degli anni. Nel 2019, è stata promossa in Serie A1, la massima divisione nazionale, dopo una stagione di successo. 
Successivamente, nella stagione 2023-2024, le ragazze della Vela Nuoto Ancona hanno nuovamente conquistato la promozione in Serie A1, dimostrando determinazione e talento. 
Attualmente, nella stagione 2024-2025, la squadra femminile milita in Serie A1. Tra le giocatrici spicca M. Marchetti, che ha segnato 14 gol in campionato, posizionandosi tra le migliori marcatrici. 
La Vela Nuoto Ancona gestisce diverse piscine in città, tra cui quelle del Passetto, di Vallemiano e di Ponterosso, offrendo servizi legati al nuoto, alla pallanuoto maschile e femminile, al nuoto sincronizzato e al nuoto master